# Pleśna Woda
Pleśna Woda (nazwy oboczne: Ścinawka, Piechocicki) – potok na ziemi prudnickiej, w południowo-zachodniej Polsce, w województwie opolskim, powiecie prudnickim, gminie Biała. Dopływ Śmickiego Potoku, długości 12,73 km.
Źródło potoku znajduje się między wsiami Śmicz i Ścinawa Mała, na północny wschód od Kokota. Przepływa w rejonie miejscowości Pleśnica, Podlesie, Kolonia Otocka, Grabina, Piechocice, Pogórze, Frącki. Między wsią Pogórze i przysiółkiem Frącki uchodzi do Śmickiego Potoku. Wyznacza zachodnią granicę gminy Biała z gminą Korfantów. W przeszłości Pleśna Woda napędzała młyn w Piechocicach.